# Atlas (Lee Lawrie)
Pour les articles homonymes, voir Atlas.
La statue d'Atlas est une statue en bronze de Lee Lawrie, réalisée en 1936 et installée depuis 1937 sur la Cinquième Avenue à New York, en face de la Cathédrale Saint-Patrick, à Rockefeller Center.
La statue représente Atlas, un Titan dans la mythologie grecque, portant sur ses épaules la voûte céleste. Elle est de style Art déco, comme toutes les œuvres de Lee Lawrie. La musculature exagérée et le corps stylisé sont d'ailleurs représentatifs de ce mouvement artistique.
Cette sculpture est la plus célèbre de l'artiste.[réf. souhaitée]